# Трострука божанства
Трострука божанства, легендарни ликови и митолошка бића су била релативно честа појава у већини политеистичких религија. Могуће их је сврстати у следеће категорије:
- тријаде (који чине групу од три): три бића повезана на неки начин (животом, смрћу, поновним рођењем или божанске тројке), која се најчешће појављују заједно;
- триуне (три-у-једном): три аспекта постојања истог бића (Отац, Син и Свети Дух);
- трипартите (са троструким деловима): бића која имају три дела тела тамо где је обично само један (три главе, три пара руку...);
- троструко-повезани (која су повезана са три инстанце): бића која су повезана са три „ствари“ идентичне природе, које су симболичне или кроз које црпе своју моћ (три магичне птице...)

Следеће листе не укључују троструке личности из књижевности (нпр. Шекспирове три вештице из Хамлета или Толкинова три трола из Хобита) без обзира на очигледну инспирацију митовима и легендама. На њима се налазе нека од троструких божанстава.

## Списак троструких божанстава
- Аја Ваикундар (Ayya Vaikundar) - индијска митологија
- Брама (Brahma) - индијска митологија
- Бригид (Brigid) - келтска митологија
- Вишну (Vishnu) - индијска митологија
- Ераван (Erawan) - тајландска митологија
- Ериније (Erinyes) - грчка митологија
- Kербер - грчка митологија
- Лугус (Lugus) - келтска митологија
- Матрес (Matres, Dea Matrona) - келтска митологија
- Маскирани духови (Hooded Spirits, Genii Cucullati) - келтска митологија
- Меретсегер (Meretseger) - египатска митологија
- Мориган (Morrigan) - келтска митологија
- Мојре (Moirae) - грчка митологија
- Норне (Norns) - нордијска митологија
- Свето Тројство - хришћанство
- Тарвос Тригаранос (Tarvos Trigaranos) - келтска митологија
- Три Чистоте (Three Pure Ones) - кинеска митологија (таоизам)
- Триглав - словенска митологија
- Тримурти (Trimurti) - индијска митологија
- Трисирас (Trisiras) - индијска митологија
- Трострука богиња (Triple Goddess) - неопаганизам
- Фурије (Furies) - римска митологија
- Чудне сестре (Weird Sisters, Wyrd Sisters) - немачка митологија
- Шива - индијска митологија

### Троструке богиње
Трострука женска божанства су била чешћа него мушка. Постоје бројни симобли везани за њих.

## Списак троструких легендарних личности
- Три мудраца са истока - хришћанство, такође и
- Маги - зороастризам

## Списак троструких митолошки или легендарних бића и чудовишта
- Ажи Дахака (Aži Dahāka, Dahāg) - зороастризам
- Балаур (Balaur) - румунска митологија
- Бун
- Валам (Balam) - хришћанство
- Горгоне (Gorgons) - грчка митологија
- Грације (Gratiae) - римска митологија
- Етин - енглеска митологија
- Змај Горинич (Zmey Gorynych) - словенска митологија
- Кербер (Cerberus) - грчка митологија